# Гочкис, Бенджамин Беркли
Бенджамин Беркли Гочкис (Хотчкисс) (англ. Benjamin Berkeley Hotchkiss; 1826—1885) — американский конструктор, разработал и производил множество новинок в области артиллерии и стрелкового оружия. В своё время приобрела известность созданная им 37-мм пушка, получившая особенно большое распространение на флоте. После смерти его дело продолжало акционерное общество «Гочкис и Ко» (с 1887 года), имевшее фабрику в Сен-Дени близ Парижа и филиал в Англии, который специально занимался изготовлением пулеметов, в том числе зенитных. Из 87 000 пулеметов, изготовленных во Франции во время Первой мировой войны, 47 000 — системы Гочкиса. Во время Русско-японской войны 1904—1905 гг. его орудия составляли почти единственную скорострельную артиллерию российского императорского флота, а пулемёты, изготовленные его фирмой, поставлялись для японской императорской армии.

## Биография

### Америка
Бенджамин Беркли Гочкис родился 1 октября 1826 года в Уотертауне, штат Коннектикут (США). В детстве он переехал в Шэрон, где у его отца была мастерская, где производили инновационные детали и механизмы. Там маленький Бенджамин увлекся конструированием оружия и взрывчатки, что и определило его дальнейшую судьбу. В начале 1850-х он устроился в качестве оружейника на завод в Хартфорде (столица Коннектикута), где был занят в производстве пистолетов Colt и винтовок Winchester.
В 1856 году Гочкис разработал удачную конструкцию полевого орудия, патент на изготовление которого приобрело мексиканское правительство. В том же году совместно со своим братом Эндрю он усовершенствовал орудие, изобретя инновационный снаряд для нарезной артиллерии, состоявший из двух чугунных частей, залитых свинцом, легко принимавшим форму канавок ствола. Это позволило добиться потрясающей на те времена точности. Спустя ещё некоторое время Гочкисы изобрели особый вид пороха для применения в полевой артиллерии. Кроме того Гочкис участвовал в разработке улучшенного ударного взрывателя. В результате боеприпасы Гочкисов для нарезных орудий были самыми применяемыми во время Гражданской войны в США. Однако после окончания Гражданской войны в США продажи оружия резко упали, в результате в 1867 году Гочкис перебирается во Францию.

### Франция
Во Франции Гочкис основал компанию — Hotchkiss et Cie, первая фабрика которой находилась в Вивье, рядом с Родезом. Гочкис принялся за разработку вооружения. Первым крупным клиентом компании стало французское правительство, поскольку Франция вела войну с Пруссией и остро нуждалась в оружии.
Первым изобретением новой компании Hotchkiss стала митральеза — многоствольная пушка Hotchkiss gun, которая имела пять стволов и могла стрелять со скоростью 80 снарядов в минуту на дистанцию свыше 1500 м. Она выпускалась в нескольких модификациях, которые отличались диаметром стволов: 37 мм и 40 мм для сухопутных войск, а также 47 мм и 57 мм для ведения морского боя. В 1875 году компания переехала в Сен-Дени, ближе к Парижу.
В 1885 году Бенджамин Гочкис умер, однако его компания продолжала развиваться.

## Память
Жена, Мария Биссел Гочкис, основала библиотеку имени Гочкиса в Шэроне, штат Коннектикут, а также школу Гочкиса в Лейквилле, в том же штате.